# Phryneta histrix
Phryneta histrix är en skalbaggsart som beskrevs av Hintz 1913. Phryneta histrix ingår i släktet Phryneta och familjen långhorningar. Inga underarter finns listade i Catalogue of Life.